# Wackelstein (Calw)
Der Wackelstein ist ein Naturdenkmal und ein Geotop auf dem Gebiet der Stadt Calw.

## Kenndaten
Das Naturdenkmal wurde mit Verordnung vom 22. Oktober 1949 unter dem Namen Wackelstein ausgewiesen. Es ist unter dem Namen Wackelstein N von Calw auch als Geotop registriert.

## Lage und Beschreibung
Das Naturdenkmal befindet sich auf der Höhe des Welzbergs etwa 2 km nordwestlich vom Calwer Stadtteil Heumaden direkt über dem Steilabfall zum Nagoldtal. Es handelt sich um einen 2 × 2 × 1 m großen Felsblock aus Gesteinen des Mittleren Buntsandstein.

## Geschichte
Der Wackelstein diente früher als Grenzstein zwischen den Gemarkungen Calw und Hirsau. Der Felsbrocken steht hochkant auf einigen Fußsteinen und konnte zum Wackeln gebracht werden. 1960 verhakten sich bei Waldarbeiten Holzstämme und brachten den Felsbrocken in Schieflage, seither wackelt er nicht mehr.